# Ovie Ejaria
Oviemuno Dominic O. „Ovie“ Ejaria (* 18. November 1997 in Southwark, London) ist ein englischer Fußballspieler. Er spielt als Mittelfeldspieler und steht beim FC Reading unter Vertrag.

## Sportlicher Werdegang
Ejaria spielte insgesamt neun Jahre im Nachwuchsbereich des FC Arsenal, ehe er im Sommer 2014 in die Jugend des FC Liverpool wechselte. Im Sommer 2016 war er Teil des Kaders der Wettkampfmannschaft für die Vorbereitung auf die Spielzeit 2016/17 und blieb im erweiterten Kader für die Premier League, so dass er im September 2016 zumindest zeitweise auf die Ersatzbank kam. Sein Pflichtspieldebüt im Erwachsenenbereich feierte er am 20. September im League Cup, als Trainer Jürgen Klopp ihn beim 3:0-Erfolg bei Derby County in der Schlussviertelstunde für Roberto Firmino einwechselte. Nachdem er zwischenzeitlich im Wettbewerb auch in der Startformation gestanden hatte, ermöglichte Klopp ihm Anfang November beim 6:1-Erfolg über den FC Watford als Einwechselspieler für Philippe Coutinho in den Schlussminuten etwas Spielzeit in der Meisterschaft. Parallel zur Aufnahme in die Wettkampfmannschaft seines Vereins rückte er in den Fokus der Verantwortlichen des englischen Fußballverbandes, so dass er im Oktober in der englischen U-20-Nachwuchsauswahl debütierte.
Nach diversen Engagements auf Leihbasis wechselte Ojaria im August 2020 permanent zum FC Reading.